# Robert Leclercq
Pour les articles homonymes, voir Leclercq.
Robert Leclercq, Freddy Verlinden de son nom de guerre, né à Uccle le 26 juin 1917 et décédé 12 novembre 1970 à Bruxelles est un héros de la Résistance belge durant la Seconde Guerre mondiale. Il est le commandant national du Groupe G à partir de mars 1944 jusqu'à la Libération en septembre 1944.

## Biographie
Robert Leclercq fait des humanités classiques à l'Athénée de Saint-Gilles puis des études universitaires de philosophie et lettres (philologie classique) à l'Université libre de Bruxelles (ULB) où il fait partie du Cercle du Libre Examen. Avant la Seconde Guerre mondiale, il est nommé professeur à l'Athénée de Morlanwelz y enseignant les langues anciennes. 
Dès le début de l'occupation allemande de la Belgique en mai 1940, il entre en résistance. Il se lie d'amitié avec Jean Burgers avec lequel il fonde en 1942 le Groupe G. Jean Burgers lui confie d'emblée le service de renseignements du Groupe G. Ce groupe de résistance né dans la mouvance du Cercle du libre examen de l'Université libre de Bruxelles rassemblait des intellectuels et des techniciens qui mettaient au point des opérations de sabotage sur tout le territoire du royaume.  
Le 17 mars 1944, Jean Burgers, alors à la tête du Groupe G, est arrêté par la Gestapo et transféré à Breendonk. Il est ensuite condamné à mort et exécuté début septembre 1944. Dès le mois de mars 1944, Robert Leclercq reprend le commandement national du groupe. La chef adjointe est Hélène Burgers-Léva, l'épouse de Jean Burgers.
C'est Robert Leclercq qui met en contact son ami d'enfance, Youra Livchitz et Richard Altenhoff qui lui fournit une arme pour l'attaque du vingtième convoi de déportation des juifs de Belgique. Robert Leclercq participe également à la mise au point de la "grande coupure électrique" du 15 janvier 1944.
À la Libération, il est promu colonel de réserve et major du Service de Renseignement et d'Action (SRA). Il assure le transfert des effectifs du Groupe G à la Sûreté de l'Etat.
En mars 1948, il est nommé adjoint au secrétaire général de l'Université libre de Bruxelles (ULB), en devient secrétaire le 29 avril 1949 et secrétaire général le 31 janvier 1959.
Il est incinéré le 16 novembre 1970 au cimetière de Saint-Gilles avec les honneurs militaires.

### Son action dans la résistance

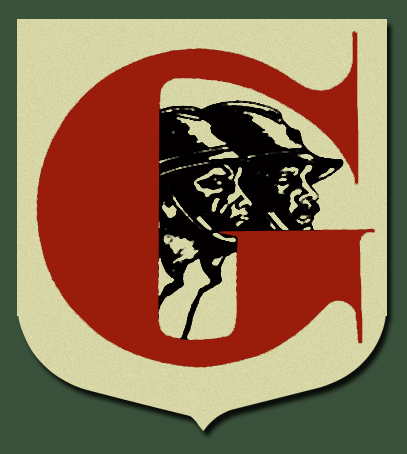
Écusson du Groupe G.

## Distinctions et hommages
Un square d'Ixelles a été baptisé « Square Robert Leclercq » pour perpétuer son souvenir.
Les distinctions suivantes lui ont été décernées :
- Grand officier de l'ordre de Léopold (Belgique);
- Croix de guerre 1940-1945 avec palmes (Belgique) ;
- Médaille de la Résistance (Belgique) ;
- Officier de la Légion d'honneur (France) ;
- Officier de l'ordre de l'Empire britannique (Royaume-Uni) ;
- Silver Star Medal (États-Unis).